# 22e cérémonie des Nika
La 22e cérémonie des Nika, organisée par l'Académie russe des sciences et des arts cinématographiques, s'est déroulée le 3 mars 2009 et a récompensé les films russes sortis en 2009.

## Palmarès

### Nika du meilleur film
- Les Zazous (Стиляги, Stiliagui) de Valeri Todorovski

### Nika de la meilleure actrice
- Darya Moroz pour son rôle dans Vis et souviens-toi (Живи и помни, Jivi et pomni)